# Sprinkle Islands
Sprinkle Islandsは、スウェーデンのmediocre ABが開発したゲームである。

## ゲーム内容
舞台は地球外生命体が住んでいる星。その星のタイタンという村で火災が発生。プレイヤーは、小さな消防車を動かし、火を消していく。また、単に火を消すだけではなく、障害物を動かして水の動きを変えたり、仕掛けを作動させるなどして水の動きを変えたりする場合もある。